# Бенірредра
Бенірредра (валенс. Benirredrà (офіційна назва), ісп. Benirredrá) — муніципалітет в Іспанії, у складі автономної спільноти Валенсія, у провінції Валенсія. Населення — 1645 осіб (2010).

## Географія
Муніципалітет розташований на відстані близько 340 км на південний схід від Мадрида, 60 км на південь від Валенсії.

## Демографія
Динаміка населення (INE ):

## Галерея зображень

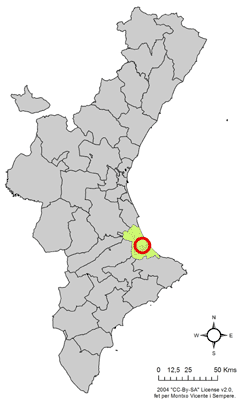
Розташування муніципалітету Бенірредра у автономній спільноті Валенсія
Розташування муніципалітету Бенірредра у комарці